# 서상억
서상억(1964년 ~ )은 대한민국의 가수이다.

## 음반
- 2015년 싱글 서상억(사람답게 살자)
- 2012년 진짜야 / 만수무강
- 2008년 아니면 말고
- 2006년 오로지 당신
- 2005년 싱글 오로지 당신
- 2002년 짜짜리 빠빠 (뜨거운 안녕)
- 1999년 부디부디
- 1997년 널 사랑할 수 밖에 / 세상을 향해
- 1993년 지하철에서 / 가자! KOREA!!
- 1992년 한 걸음 다가서면 / 사랑의 119
- 1990년 비포장도로 / 누구의 잘못이었나